# اللعبة الأكثر خطورة (فلم)
اللعبة الأكثر خطورة (بالإنجليزية: The Most Dangerous Game) هو فيلم رعب صدر عام 1932 ومقتبس من رواية اللعبة الأكثر خطورة للكاتب ريتشارد كونيل كُتبت عام 1924 والفيلم يحكي عن غني روسي يصطاد الناس كرياضة.

## انظر أيضا
- ريتشارد كونيل.
- اللعبة الأكثر خطورة.

## روابط خارجية
- مقالات تستعمل روابط فنية بلا صلة مع ويكي بيانات